# Cerkiew Opieki Matki Bożej w Buchowiczach
Cerkiew pod wezwaniem Opieki Matki Bożej – prawosławna cerkiew parafialna w Buchowiczach, w  dekanacie kobryńskim eparchii brzeskiej i kobryńskiej Egzarchatu Białoruskiego Patriarchatu Moskiewskiego.

## Historia
Dawny kościół dominikanów, wzniesiony razem z klasztorem w latach 1674–1676 w stylu barokowym. Po 1832 zaadaptowany na cerkiew prawosławną. Prace związane z przebudową obiektu miały miejsce w latach 1862–1877 i w 1889.

## Architektura
Budowla trójdzielna. Od frontu czworoboczna, trójkondygnacyjna wieża z drewnianym ośmiobocznym bębnem, zwieńczonym hełmem z kopułką. Nawa na planie prostokąta, nad którą znajduje się ośmioboczna latarnia zwieńczona kopułą. Prezbiterium na planie prostokąta.

## Galeria

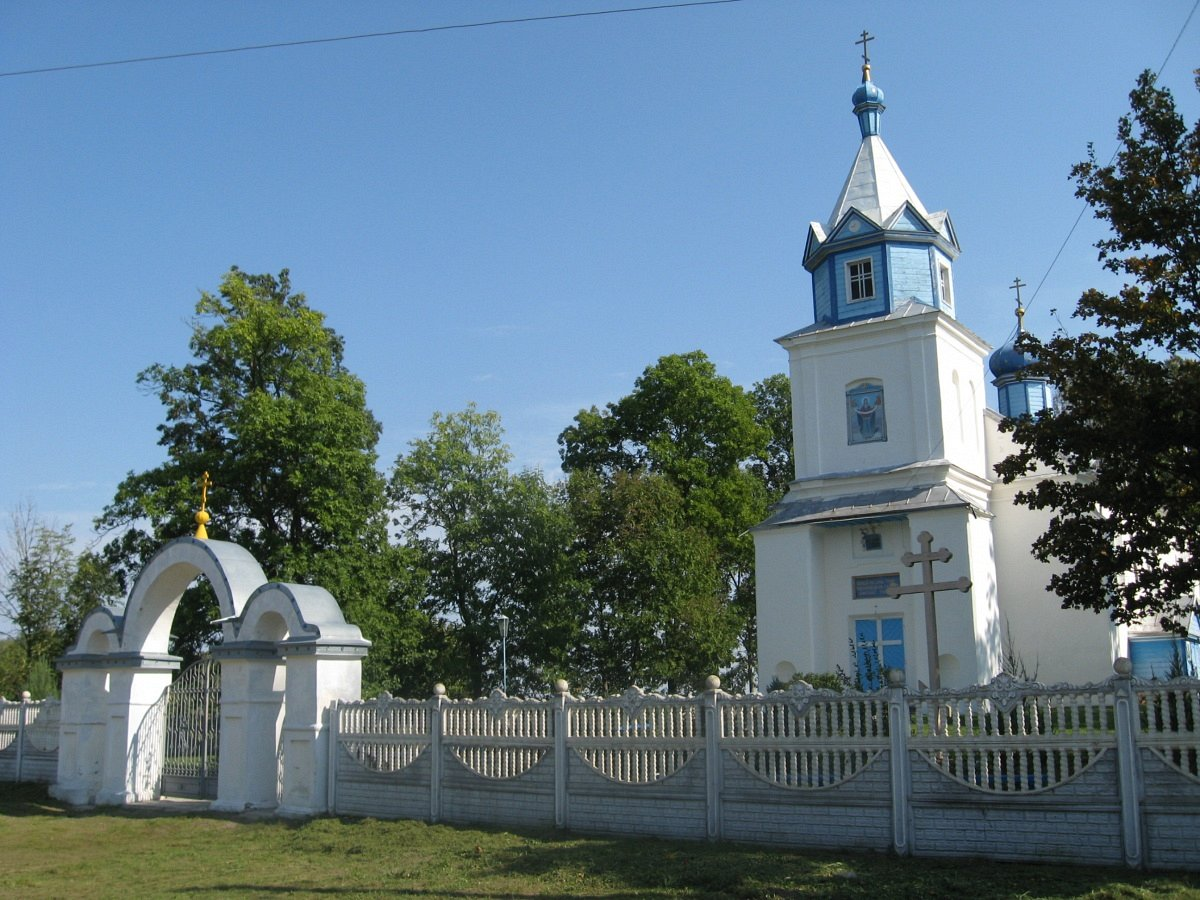
Cerkiew i brama wjazdowa
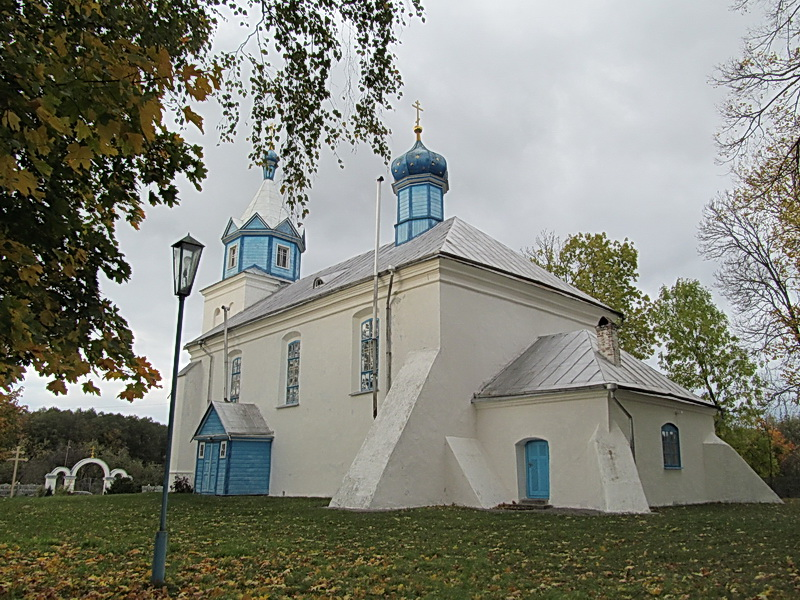
Cerkiew od strony prezbiterium
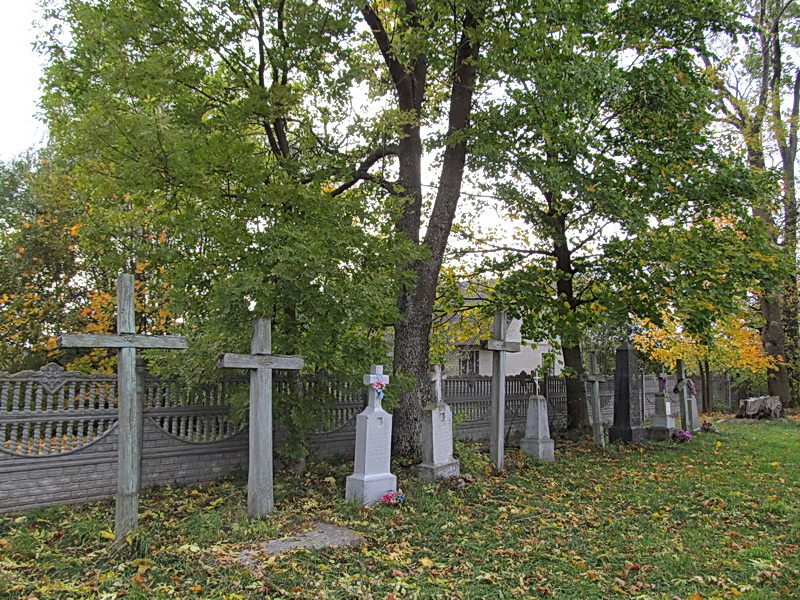
Przycerkiewne krzyże